# Ada Buffulini
Ada Buffulini (geb. 28. September 1912 in Triest; gest. 3. Juli 1991 in Mailand) war eine italienische Antifaschistin und Widerstandskämpferin.

## Biografie
Ada Buffulini wuchs in Triest auf. Dank ihrer wohlhabenden Familie konnte sie in den 1930er-Jahren nach Mailand gehen, um Medizin zu studieren. Während ihrer Fachärztinnenausbildung in Radiologie lernte sie dort Lelio Basso kennen, der Sekretär der seit 1926 von den Faschisten verbotenen sozialistischen Partei PSI war. Nach dem Waffenstillstand von Cassibile im September 1943 und dem Einmarsch der deutschen Truppen in Norditalien engagierte sie sich verstärkt in der antifaschistischen Bewegung um Basso. Unter anderem war sie Mitinitiatorin der sozialistischen Frauenzeitschrift La Compagna. Die Publikation erschien im Untergrund und sollte Frauen für die Bewegung gewinnen.
Schon vor Erscheinen der ersten Ausgabe im August 1944 wurde Buffulini allerdings verhaftet: Ein Rekrutierungstreffen mit Studenten am 4. Juli flog auf und alle Beteiligten wurden inhaftiert, Buffulini zunächst für zwei Monate im San-Vittore-Gefängnis in Mailand.

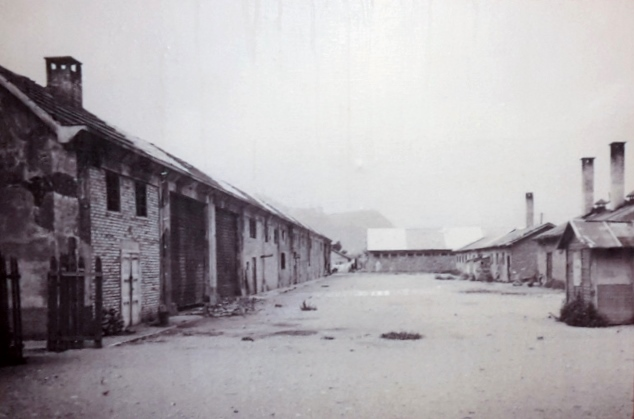
Das Durchgangslager in Bozen, in dem Buffulini von 1944 bis 1945 inhaftiert war.

Anschließend wurde sie ins Durchgangslager Bozen verlegt. In Bozen konnte sie dank ihres Medizinstudiums in der Krankenstation des Lagers arbeiten; sie sprach zudem gut Deutsch. So konnte sie sich relativ frei bewegen. Sie wurde zur Koordinatorin der lagerinternen Widerstandsbewegung. Mit geheimen Nachrichten nach außen an Kontaktpersonen im Widerstand sorgte sie dafür, dass besonders geschwächte oder bedürftige Inhaftierte Lebensmittel und Kleidung geschickt bekamen. Zudem schmuggelten Buffulini und ihre Verbündeten Briefe der Inhaftierten aus dem Durchgangslager.
Als ihr die SS im Februar 1945 auf die Schliche kam, wurde Buffulini ins Lagergefängnis gesperrt. Dort war sie inhaftiert, bis die Nationalsozialisten das Lager am 30. April 1945 aufgaben. Sie blieb anschließend drei Wochen in Bozen, um kranke Ex-Häftlinge zu behandeln und die lokale Zweigstelle des PSI aufzubauen.
Während des Gefangenentransports von Mailand nach Bozen hatte Buffulini den ebenfalls inhaftierten Gewerkschafter und Kommunisten Carlo Venegoni kennengelernt, den sie 1946 heiratete. Nach dem Krieg war sie zunächst weiter PSI-Mitglied, 1947 trat sie zum kommunistischen PCI über. Bis zu ihrem Tod engagierte sie sich bei ANED, der Vereinigung der ehemaligen politischen KZ-Häftlinge Italiens, lange Zeit als Vizepräsidentin der Mailänder Sektion. 2008 benannte die Gemeinde Bozen auf Vorschlag der Partisanenvereinigung ANPI eine Straße nach ihr.

## Schriften
- Ada Buffulini: Quel tempo terribile e magnifico. Lettere clandestine da San Vittore e dal Lager di Bolzano e altri scritti. Herausgeber: Dario Venegoni. Sesto di San Givanni: Mimesis Edizioni, 2015. ISBN 9788857526249 (PDF online. Abgerufen am 22. Mai 2021, italienisch.)
- Ada Buffulini: Il Lager di Bolzano. In: Triangolo Rosso, Nr. 1/2, 1976. (Bericht online auf Italienisch und Englisch. Abgerufen am 23. Mai 2021.)